# Paola Volpato
Paola Volpato Martín (née le 5 août 1969 à Santiago) est une actrice chilienne de cinéma, théâtre et télévision.

## Filmographie
| Films | Films                    | Films | Films              |
| Année | Titre                    | Rôle  | Réalisateur        |
| ----- | ------------------------ | ----- | ------------------ |
| 2002  | Tres Noches de un Sábado | Quena | Joaquín Eyzaguirre |

## Télévision

### Telenovelas
| Telenovelas | Telenovelas            | Telenovelas                    | Telenovelas |
| Année       | Titre                  | Rôle                           | Chaîne      |
| ----------- | ---------------------- | ------------------------------ | ----------- |
| 1994        | Rojo y Miel            | Isabel Andrade                 | TVN         |
| 1995        | Juegos de fuego        | Javiera Spencer                | TVN         |
| 1996        | Loca piel              | María Olivia Carter            | TVN         |
| 1997        | Tic Tac                | Jocelyn Miranda                | TVN         |
| 1998        | Borrón y cuenta nueva  | María Elena "Manena" Izquierdo | TVN         |
| 1999        | Aquelarre              | Gustava Patiño                 | TVN         |
| 2001        | Amores de Mercado      | Victoria "Vicky" Tapia         | TVN         |
| 2002        | Purasangre             | Matilde Godoy                  | TVN         |
| 2003        | Pecadores              | Aída Echeverría                | TVN         |
| 2004        | Destinos Cruzados      | Cecilia Zamudio                | TVN         |
| 2005        | Versus                 | María Elsa Pereira             | TVN         |
| 2006        | Disparejas             | Florencia Aguilar              | TVN         |
| 2007        | Alguien te Mira        | Eva Zanetti                    | TVN         |
| 2007-2008   | Amor por accidente     | Blanca del Bosque              | TVN         |
| 2008        | Viuda alegre           | Mariana Huidobro               | TVN         |
| 2009        | ¿Dónde está Elisa?     | Consuelo Domínguez             | TVN         |
| 2009-2010   | Los ángeles de Estela  | Paloma Subercaseaux            | TVN         |
| 2010-2011   | 40 y tantos            | Loreto Estévez                 | TVN         |
| 2011        | El laberinto de Alicia | Rebeca Cádic                   | TVN         |
| 2011-2012   | Su nombre es Joaquín   | Lola Briceño                   | TVN         |
| 2012        | Reserva de familia     | Paula Risopatrón               | TVN         |
| 2013        | Socias                 | Montserrat                     | TVN         |
| 2014-2015   | Pituca sin lucas       | María Teresa "Tichi" Achondo   | Mega        |
| 2016        | Pobre gallo            | Patricia Flores                | Mega        |

### Séries
| Séries télévisées | Séries télévisées            | Séries télévisées    | Séries télévisées |
| Année             | Titre                        | Rôle                 | Chaîne            |
| ----------------- | ---------------------------- | -------------------- | ----------------- |
| 1994              | Soltero a la medida          | Irma                 | Canal 13          |
| 1998              | Mi Abuelo mi nana y yo       | Sofia "la vampiresa" | TVN               |
| 2005              | Loco por ti                  | Lisa                 | TVN               |
| 2005              | Tiempo final: en tiempo real | Sofía                | TVN               |
| 2007              | Herederos                    | Trinidad             | TVN               |

## Théâtre
- Marat Sade
- Buenas Noches, Mamá
- 2003 : Frágil
- 2003 : Cangrejas
- 2003 : Balada
- La Señorita Julia
- El Rey se Muere : La reine Marguerite
- Confesiones de mujeres de 30
- 2007 : Cuerpos Mutilados en el Campo de Batalla
- 2008 : El Mercader de Venecia
- 2009 : Noche de Reyes
- 2012 : Las Brujas de Salem

## Publicité
- 2012 : Ceresita : Protagoniste du commercial

### Sources
- (en) Cet article est partiellement ou en totalité issu de l’article de Wikipédia en anglais intitulé « Paola Volpato » (voir la liste des auteurs).

- (es) Cet article est partiellement ou en totalité issu de l’article de Wikipédia en espagnol intitulé « Paola Volpato » (voir la liste des auteurs).